# Mark Morrisroe
Mark Morrisroe (Malden, Massachusetts, 10 de gener de 1959 - Jersey City, Nova Jersey, 24 de juliol de 1989) va ser un artista estatunidenc, conegut per les seves actuacions artístiques i pel seu treball com a fotògraf. Va contribuir al desenvolupament de la cultura punk a Boston en la dècada de 1970 i a la gran eclosió mundial del punk a Nova York a mitjan anys 1980. Al moment de la seva mort, la producció artística de Morrisroe rondava les 2000 obres. Com a fotògraf, pertany a l'anomenada escola de Boston. La seva obra es caracteritza per l'experimentalisme i per la seva naturalitat a l'hora d'abordar assumptes com la vida marginal, l'homosexualitat, la prostitució masculina o la malaltia.

## Biografia
La seva mare era addicta a les drogues i era inquilina d'Albert DeSalvo, el criminal conegut com l'Estrangulador de Boston (Morrisroe sovint assegurava ser el seu fill il·legítim). Amb quinze anys va abandonar la casa materna i va començar a prostituir-se sota el nom de Mark Dirt. Quan tenia disset anys, va rebre un tret per l'esquena d'un dels seus clients. Se li va clavar la bala prop de la seva columna vertebral per a tota la vida. Aquest fet va influir poderosament en l'art de Morrisroe, que sovint va incorporar a les seves obres imatges de prostituts joves i de radiografies del seu pit ferit. Morrisroe va estudiar a l'Escola del Museu de Belles Arts de Boston, on va fer amistat amb altres alumnes que aviat es convertirien en artistes famosos, com Nan Goldin, David Armstrong, Philip-Lorca diCorcia, Stephen Tashjian (conegut com a Tabboo!, amb qui fundarà el duo de drag-queens "Clam Twins"), Gail Thacker i Pat Hearn. El xicot de Morrisroe en l'etapa de Boston va ser l'artista Johnathan Pierson, que després va canviar el seu nom a Jack Pierson.
Durant el seu temps d'estudis, va realitzar actuacions sota l'aparença de drag queen, interpretant un personatge de la seva invenció que va anomenar Sweet Raspberry. Va cofundar amb Lynelle White una revista titulada Dirt Magazine, en la qual publicaven notícies falses i xafarderies sobre famosos, especialment de Boston.
Morrisroe, malalt de sida va morir el juliol de 1989. Les seves cendres es van escampar a McMinnville (Oregon), a la granja del seu últim xicot, Ramsey McPhillips.

## Carrera fotogràfica
Va començar quan va rebre un patrocini de l'empresa Polaroid, que li va proporcionar pel·lícules i rodets per a la seva càmera instantània. Gràcies a això va poder experimentar noves tècniques fotogràfiques, amb muntatges, retalls, manipulant amb pintura les imatges, afegint notes escrites a mà, dedicatòries, anotacions biogràfiques, realitzant muntatges amb dos negatius sobre un mateix assumpte (el que ell va anomenat fotos "entrepà", etc.). Les fotografies de Morrisroe gairebé sempre són retrats que posseeixen un destacat component autobiogràfic. Excepcionalment, va fer algun paisatge o alguna foto exterior. El seu tema principal és ell mateix i els seus amics i amants, l'ambient de marginalitat en el qual es desenvolupa la seva vida, captat sempre amb gran immediatesa i sinceritat, sense defugir l'escabrós. La seva obra és un testimoni d'autoafirmació: mostra comportaments mal vists per la societat (homosexualitat, drogues, prostitució) amb un nou tipus de realisme que influirà poderosament en el desenvolupament de la fotografia.

## Exposicions
A partir de 1985, la seva obra es va exhibir a la galeria Pat Hearn, on va tenir exposicions individuals el 1986 i 1988 i va participar en altres col·lectives, com la comissariada per Robert Mapplethorpe titulada Split Vision (1985) o la comissariada per Nan Goldin Witnesses: Against Our Vanishing (1989).
Després de la seva mort, se li va dedicar una exposició a l'Escola de Boston (1995), a càrrec de Lia Gangitono.
Altres exposicions importants de la seva obra han estat:
- 1997: Mark Morrisroe, 1959 - 1989, Neue Gesellschaft fur Bildende Kunst, Berlín.
- 1997: My Life: Mark Morrisroe, Polaroids 1977 - 1989, MOCA, Los Angeles.
- 2010: Fotomuseum Winterthur, Suïssa.
- 2011: Mark Morrisroe: From This Moment On. A càrrec de Richard Birkett i Stefan Kalmar. Artists Space. Nova York.
- 2012: Mark Morrisroe. Vila Stuck, Múnic.

## Filmografia
Entre 1981 i 1984, Morrisroe va gravar en súper 8 tres pel·lícules de baix pressupost, titulades The Laziest Girl in Town (1981), Hello from Bertha (1983) i Nymph-O-Maniac (1984). Aquestes pel·lícules mostren influències de John Waters i Jack Smith.
El 2002 el director Curtis Burz va rodar un curt sobre l'obra fotogràfica de Morrisroe titulat Mark Morrisroe. Polaroids 1959-1989.